# Communauté de communes de la Haute Somme
La communauté de communes de la Haute Somme, sous-titrée Combles-Péronne-Roisel, est une communauté de communes française, située dans le département de la Somme.

## Histoire
La communauté de communes est recréée au 31 décembre 2012 par arrêté du 28 décembre 2012 portant fusion de la communauté de communes de la Haute Somme initiale, de la communauté de communes du canton de Roisel et du rattachement de 15 communes de la communauté de communes du canton de Combles,.

## Territoire communautaire

### Composition
La communauté de communes est composée des 60 communes suivantes :

| Nom                       | Code Insee | Gentilé                 | Superficie (km2) | Population (dernière pop. légale) | Densité (hab./km2) |
| ------------------------- | ---------- | ----------------------- | ---------------- | --------------------------------- | ------------------ |
| Péronne (siège)           | 80620      |                         | 14,16            | 7 139 (2022)                      | 504                |
| Aizecourt-le-Bas          | 80014      | Aizecourtois            | 3,57             | 65 (2022)                         | 18                 |
| Aizecourt-le-Haut         | 80015      | Aizecourtois            | 3,65             | 67 (2022)                         | 18                 |
| Allaines                  | 80017      | Allainois               | 8,36             | 419 (2022)                        | 50                 |
| Barleux                   | 80054      | Barleusiens             | 7,46             | 229 (2022)                        | 31                 |
| Bernes                    | 80088      | Bernois                 | 7,61             | 354 (2022)                        | 47                 |
| Biaches                   | 80102      | Biachois                | 6,52             | 386 (2022)                        | 59                 |
| Bouchavesnes-Bergen       | 80115      | Bouchavesnois           | 10,09            | 287 (2022)                        | 28                 |
| Bouvincourt-en-Vermandois | 80128      |                         | 1,94             | 147 (2022)                        | 76                 |
| Brie                      | 80141      |                         | 6,89             | 341 (2022)                        | 49                 |
| Buire-Courcelles          | 80150      |                         | 7,76             | 219 (2022)                        | 28                 |
| Bussu                     | 80154      |                         | 6,79             | 217 (2022)                        | 32                 |
| Cartigny                  | 80177      |                         | 15,15            | 690 (2022)                        | 46                 |
| Cléry-sur-Somme           | 80199      |                         | 18,78            | 515 (2022)                        | 27                 |
| Combles                   | 80204      |                         | 9,87             | 751 (2022)                        | 76                 |
| Devise                    | 80239      | Devisois                | 2,75             | 58 (2022)                         | 21                 |
| Doingt                    | 80240      |                         | 8,61             | 1 394 (2022)                      | 162                |
| Driencourt                | 80258      |                         | 5                | 80 (2022)                         | 16                 |
| Épehy                     | 80271      | Épéhiens                | 17,33            | 1 108 (2022)                      | 64                 |
| Équancourt                | 80275      | Équancourtois           | 7,79             | 298 (2022)                        | 38                 |
| Estrées-Mons              | 80557      |                         | 15,3             | 594 (2022)                        | 39                 |
| Éterpigny                 | 80294      |                         | 4,05             | 168 (2022)                        | 41                 |
| Étricourt-Manancourt      | 80298      | Étricourt-Manancourtois | 11,02            | 525 (2022)                        | 48                 |
| Feuillères                | 80307      |                         | 5,89             | 157 (2022)                        | 27                 |
| Fins                      | 80312      | Finois                  | 6,87             | 279 (2022)                        | 41                 |
| Flaucourt                 | 80313      | Flaucourtois            | 7,36             | 296 (2022)                        | 40                 |
| Flers                     | 80314      |                         | 6,27             | 194 (2022)                        | 31                 |
| Ginchy                    | 80378      |                         | 5,92             | 73 (2022)                         | 12                 |
| Gueudecourt               | 80397      |                         | 4,87             | 96 (2022)                         | 20                 |
| Guillemont                | 80401      | Guillemontois           | 3,27             | 127 (2022)                        | 39                 |
| Guyencourt-Saulcourt      | 80404      |                         | 5                | 144 (2022)                        | 29                 |
| Hancourt                  | 80413      | Hancourtois             | 4,06             | 91 (2022)                         | 22                 |
| Hardecourt-aux-Bois       | 80418      | Hardecourtois           | 5,23             | 86 (2022)                         | 16                 |
| Hem-Monacu                | 80428      |                         | 3,66             | 129 (2022)                        | 35                 |
| Herbécourt                | 80430      | Herbécourtois           | 4,5              | 181 (2022)                        | 40                 |
| Hervilly                  | 80434      |                         | 6,18             | 187 (2022)                        | 30                 |
| Hesbécourt                | 80435      |                         | 3,62             | 49 (2022)                         | 14                 |
| Heudicourt                | 80438      |                         | 12,71            | 521 (2022)                        | 41                 |
| Lesbœufs                  | 80472      | Lesboeusiens            | 5,97             | 167 (2022)                        | 28                 |
| Liéramont                 | 80475      |                         | 7,29             | 212 (2022)                        | 29                 |
| Longavesnes               | 80487      | Longavesnois            | 4,09             | 72 (2022)                         | 18                 |
| Longueval                 | 80490      | Longuevallois           | 8,53             | 285 (2022)                        | 33                 |
| Marquaix                  | 80516      |                         | 5,29             | 189 (2022)                        | 36                 |
| Maurepas                  | 80521      |                         | 10,88            | 223 (2022)                        | 20                 |
| Mesnil-Bruntel            | 80536      |                         | 7,31             | 289 (2022)                        | 40                 |
| Mesnil-en-Arrouaise       | 80538      | Mesnilois               | 6,5              | 107 (2022)                        | 16                 |
| Moislains                 | 80552      | Moislainois             | 20,62            | 1 118 (2022)                      | 54                 |
| Nurlu                     | 80601      | Nurlusiens              | 6,53             | 370 (2022)                        | 57                 |
| Pœuilly                   | 80629      |                         | 6,22             | 104 (2022)                        | 17                 |
| Rancourt                  | 80664      | Rancourtois             | 2,91             | 189 (2022)                        | 65                 |
| Roisel                    | 80677      | Roiseliens              | 10,16            | 1 609 (2022)                      | 158                |
| Ronssoy                   | 80679      | Ronssoyens              | 7,53             | 578 (2022)                        | 77                 |
| Sailly-Saillisel          | 80695      |                         | 9,39             | 478 (2022)                        | 51                 |
| Sorel                     | 80737      |                         | 7,94             | 162 (2022)                        | 20                 |
| Templeux-la-Fosse         | 80747      |                         | 7,23             | 135 (2022)                        | 19                 |
| Templeux-le-Guérard       | 80748      |                         | 6,48             | 196 (2022)                        | 30                 |
| Tincourt-Boucly           | 80762      | Tincourtois             | 12,8             | 337 (2022)                        | 26                 |
| Villers-Carbonnel         | 80801      |                         | 7,66             | 300 (2022)                        | 39                 |
| Villers-Faucon            | 80802      |                         | 11,42            | 541 (2022)                        | 47                 |
| Vraignes-en-Vermandois    | 80812      | Vraignois               | 4,22             | 132 (2022)                        | 31                 |

### Démographie
| 1968   | 1975   | 1982   | 1990   | 1999   | 2006   | 2011   | 2016   |
| ------ | ------ | ------ | ------ | ------ | ------ | ------ | ------ |
| 29 165 | 29 078 | 29 486 | 28 563 | 28 263 | 28 071 | 27 904 | 27 655 |

## Organisation

### Siège
La communauté de communes a son siège à Péronne, 23 Avenue de l'Europe

### Élus
La communauté de communes est administrée par son conseil communautaire, composé de  conseillers municipaux représentant les  communes membres.
À compter des élections municipales de 2020 dans la Somme la composition du conseil communautaire est modifiée afin de tenir compte des évolutions démographiques des communes, et compte désormais 85 sièges. Elle est la suivante :
- 18 délégués pour Péronne ;
- 4 délégués pour Roisel ;
- 3 délégués pour Doingt ;
- 2 délégués pour Épehy ;
- 1 délégué ou son suppléant, pour les autres communes.

À la suite des élections municipales de 2020 dans la Somme, le nouveau conseil communautaire réuni le 16 juillet 2020 a réélu son président, Éric François. Le 23 juillet 2020, le conseil communautaire a élu ses sept vice-présidents, qui sont : 
1. Jean-Marie Blondelle, maire de Guyencourt-Saulcourt ;
2. Gautier Maes, mairec de Péronne ;
3. Vincent Morgant, maire de Tincourt-Boucly ;
4. Jean-Michel Martin, maire d'Épehy  ;
5. Jean-Dominique Payen, maire de Mesnil-Bruntel ;
6. Dominique Camus, élu de Ginchy ;
7. Jean Trujillo, maire de Bernes.

Pour la mandature 2020-2026, le bureau communautaire est constitué du président, des 7 présidents et de 20 autres membres (Etienne Dubruque (Lesbœufs), Nicolas Prousel (Éterpigny), Maryse Fagot (Vraignes-en-Vermandois), Didier Samain (Guillemont), Séverine Mordacq (conseillère départementale, Villers-Faucon), Philippe Coulon (Cléry-sur-Somme), Christophe Boulogne (Roisel), Michel Bray (Ronssoy), Florence Brunel (Devise), Astrid Daussain (Moislains), Bernard Delefortie, Bruno Fossé (Maurepas), Étienne Jamet, Marie-Ange Lecocq , Alain Lesage (Doingt-Flamicourt), Gérard Parsy (Sailly-Saillisel), Marc Saintot (Brie), Betty Sorel (Combles), Fabrice Tricotet ( Bouvincourt-en-Vermandois), Jacques Vanoyet (Herbécourt).

### Liste des présidents
| Période                                  | Période                       | Identité       | Étiquette | Qualité |
| ---------------------------------------- | ----------------------------- | -------------- | --------- | --- |
| Les données manquantes sont à compléter. |                               |                |           | |
| 2001                                     | En cours (au 24 juillet 2020) | Éric François. | DVD       | Maire de Barleux (1995 → ) Vice président du PETR Cœur des Hauts-de-France (2017 → ) Réélu pour le mandat 2020-2026, |

### Compétences
L'intercommunalité exerce les compétences qui lui ont été transférées par les communes membres, dans les conditions déterminées par le code général des collectivités territoriales.

### Régime fiscal et budget
La communauté de communes est un établissement public de coopération intercommunale à fiscalité propre.
Afin de financer l'exercice de ses compétences, la communauté de communes perçoit une fiscalité additionnelle aux impôts locaux des communes, avec fiscalité professionnelle de zone (FPZ ) et sans fiscalité professionnelle sur les éoliennes (FPE).
Elle collecte également la taxe d'enlèvement des ordures ménagères (TEOM), qui finance ce service public.

### Effectifs
Pour la mise en œuvre de ses compétences, en 2017, l'intercommunalité employait 42 fonctionnaires et 3 agents contractuels

### Organismes de coopération
L'intercommunalité est membre du pôle d’équilibre territorial et rural (PETR) « Cœur des Hauts-de-France », antérieurement dénommé  « Pays Santerre Haute-Somme » et qui regroupe également la communauté de communes de l'Est de la Somme et la Communauté de communes Terre de Picardie, qui compte146 communes et 70 000 habitants.

## Projets et réalisations
Conformément aux dispositions légales, une communauté de communes a pour objet d'associer des « communes au sein d'un espace de solidarité, en vue de l'élaboration d'un projet commun de développement et d'aménagement de l'espace ».